# Helena Xavier
Helena Xavier (São Paulo, 20 de fevereiro de 1930 – São Paulo, 5 de dezembro de 2022) foi uma atriz e jornalista brasileira. Foi mãe do autor Tiago Santiago e tia-avó dos atores Dharck Tavares, Juliana Xavier e Ricky Tavares.
Foi premiada, em 1958, por seu trabalho em Calúnia, com a companhia Tonia-Celi-Autran. Ganhou o prêmio Padre Ventura da ACTI, na década de 1950.
Morreu, aos 92 anos, em sua casa, de causas naturais.

## Carreira

### Na Televisão
| Ano  | Título                            | Personagem                               | Notas                             |
| ---- | --------------------------------- | ---------------------------------------- | --------------------------------- |
| 2009 | Promessas de Amor                 | Simone dos Santos                        |                                   |
| 2008 | Os Mutantes - Caminhos do Coração | Simone dos Santos                        |                                   |
| 2007 | Caminhos do Coração               | Simone dos Santos                        |                                   |
| 2005 | Prova de Amor                     | Alice Martins Pena da Silva (Tia Mágica) |                                   |
| 2004 | A Escrava Isaura                  | Eugênia, Baronesa de Vista Alegre        |                                   |
| 1975 | Caso Especial                     | —                                        | Episódio: "Tudo Cheio de Formiga" |
| 1958 | Grande Teatro Tupi                | —                                        |                                   |
| 1957 | Câmara Um                         | —                                        |                                   |

### Teatro[4]
- 1974 - Constantina
- 1959 - Living Room
- 1957 - Calúnia